# Братство 6: Посвящение
«Братство 6: Посвящение» (англ. The Brotherhood 6: Initiation) — американский фильм ужасов, снятый в 2009 году режиссёром Дэвидом Де Кото.

## Сюжет
Прибыв для церемонии посвящения в братство в небольшой домик, затерянный в глухом лесу, группа молодых людей с удивлением обнаруживает, что их преследует кровожадный маньяк-лесоруб.

## В ролях
- Тайсон Брич — Моррис
- Бёрк Картер — Бойд
- Джошуа Кристиан — Джон Ральстон
- Саша Формосо — Татьянна
- Аарон Джегер — Кевин
- Остин Дин Джесси — Энди
- Брайан Макмаллин — Шейн
- Доминик Монтелеоне — Гарретт
- Джеймс Престон — Даг
- Джереми Рэй Симпсон — Эдди

## История создания
Согласно комментария режиссёра к DVD-изданию фильма, картина была снята в октябре 2008 года всего за 4 дня. Съёмки проходили в Лос-Анджелесе и Санта-Кларите в Калифорнии, США.

## Интересные факты
- Кто-то из персонажей шутит, что убийцей в лесу может быть парень в хоккейной маске — эти же слова звучат в фильме Пятница, 13: 3-D. В серии фильмов убийца Джейсон Вурхиз носил маску.[4]